# 第1师 (德意志帝国)
第1师（德语：1. Division）是普鲁士/德意志帝国陆军的一个单位。它于1816年3月在柯尼斯堡成立，当时是一个旅（Truppen-Brigade）。1818年9月5日成为第1师。从1820年军团组建起，该师在和平时期隶属于第1军（I. Armeekorps）。1919年，在第一次世界大战后德国军队复员期间，第1师被解散。
第1师及其各团参加了1866年的普奥战争，其中包括柯尼格雷茨战役。该师随后参加了1870-71年针对法国的普法战争。它的军团参加了诺瓦斯维尔战役、格拉沃洛特战役、梅斯之围、亚眠战役、阿吕河战役和圣康坦战役等战役。
第一次世界大战期间，该师最初在东线服役，参与了斯塔卢波嫩战役、贡宾嫩战役和坦能堡战役以及第一次马祖里湖战役。该师随后参加了罗兹战役和1915年的戈尔利采-塔尔努夫攻势。1916年3月，第1步兵师被调往西线。一个月后，参加凡尔登战役。在沃堡周围进行了数月的激战后，该师从前线撤出并返回东线，此时罗马尼亚倒向了协约国。第1师于1916年8月抵达罗马尼亚，随后该师参加了对罗马尼亚的入侵。该师于1917年底返回凡尔登。1918年，该师参加了德国春季攻势，德军将其称为“皇帝攻势”、“第二次马恩河战役”和“兴登堡防线战役”。